# Elektromechanisches Musikinstrument
Ein elektromechanisches Musikinstrument erzeugt mit Hilfe mechanischer Komponenten elektrische Signale, die danach elektronisch verarbeitet, verstärkt und über Lautsprecher als Töne hörbar gemacht werden. Bei der Tonerzeugung wird die zunächst mechanische Energie der rotierenden oder schwingenden Komponente, die allein zu keiner wesentlichen Tonerzeugung in der Lage wäre, in elektrische Energie umgewandelt. Mit Blick auf die Reihenfolge bei der Tonerzeugung könnte man daher statt von elektromechanischen- auch von mechano-elektrischen Musikinstrumenten sprechen; diese Bezeichnung ist aber nicht üblich. 
Beispiele sind die E-Gitarre, die Hammondorgel und das Telharmonium. Bei der E-Gitarre schwingen der Korpus und die Saiten; bei der Hammondorgel treibt ein Elektromotor eine rotierende Mechanik an. In beiden Fällen wirken elektromagnetische Tonabnehmer als Sensoren für die Schwingungen und wandeln diese in Tonsignale. 

## Geschichte
Ein frühes elektromechanisches Musikinstrument war das Telharmonium (auch Dynamophon genannt). Der US-Amerikaner Thaddeus Cahill erhielt das Patent für diese Erfindung im Jahr 1897. Wie bei der späteren Hammondorgel drehten sich im Telharmonium eiserne Zahnradscheiben (Tonräder) vor einer Spule mit Dauermagnetkern und erzeugten in der Spule durch Induktion elektrischen Strom, der hörbar gemacht Sinustöne ergab. Das Instrument wog bis zu 200 Tonnen. Nur drei Exemplare wurden gebaut.
In den elektromagnetischen Tonabnehmern von E-Gitarren und Hammondorgeln wird ebenfalls Strom durch Induktion erzeugt. Der Tonabnehmer für die E-Gitarre wurde 1931 entwickelt. 1934 erhielt Laurens Hammond ein Patent für seine Orgel. Im folgenden Jahr wurde die Hammondorgel der Öffentlichkeit präsentiert.

## Prinzip

### Mechanische Komponente
Bei der Hammond-Orgel rotieren Tonräder, die Zahnrädern ähneln, angetrieben von einem Elektromotor.
Bei elektromechanischen Instrumenten ohne Elektromotor bewegt sich die mechanische Komponente schwingend:
- Saite, angezupft mit dem Finger oder Plektrum (E-Gitarre)
- Klangplatte oder Tonzunge, angeschlagen mit einer Mechanik ähnlich dem Klavier (Fender Rhodes)
- Tonzunge, angerissen mit einer Mechanik ähnlich dem Cembalo (Claviset von „Weltmeister“)

Wenn die Bewegung induktiv abgenommen werden soll, muss die rotierende oder schwingende Komponente ferromagnetisch sein.

### Tonabnahme
Die mechanische Bewegung wird in Wechselstrom umgewandelt:
- induktiv: Das rotierende oder schwingende Medium verändert das Magnetfeld eines elektrischen Generators
- kapazitiv: Das schwingende Medium entspricht einer Kondensatorelektrode, die Teil eines elektrischen Schwingkreises ist
- piezoelektrisch: Das schwingende Medium ist mechanisch darauf fixiert

## Instrumententypen
- Elektromechanische Orgeln: Hammond-Orgel
- E-Piano
- E-Gitarre